# Лі Наин
У цьому корейському імені прізвище (Лі) стоїть перед особовим ім'ям.
Лі Наин (кор. 이나은, ханча: 李娜恩; нар. 5 травня 1999), також знана як Наин, — південнокорейська співачка та акторка. Вона колишня учасниця південнокорейської жіночої гурту April. Окрім діяльності у своєму гурті, Наин також зіграла в «Вісімнадцять» (2018), «Вісімнадцять 2» (2019) і «Надзвичайна ти» (2019). Раніше вона вела телепрограму «Inkigayo» разом із Джехьоном з NCT і Мінхьок з Monsta X з жовтня 2019 по лютий 2021.

## Раннє життя
Лі Наин народилася 5 травня 1999 року та відвідувала Сеульську школу сценічних мистецтв.

## Кар'єра

### 2015—2019: Дебют з April і акторська кар'єра
21 липня 2015 року DSP Media вперше представила Наин як члена гурту April. Гурт дебютував 24 серпня з мініальбомом «Dreaming» і титульним треком «Dream Candy» (кор. 꿈사탕). Наин офіційно дебютувала в VR вебдрамі «Квітневе кохання» у 2016 році. Вона також зробила незначну появу у серіалі «Дивний батько» каналу KBS2 у 2017 році.
У 2018 році стало відомо, що Наин братиме участь у саундтреку до серіалу «Заміна» каналу SBS TV разом із Чінсоль, учасницею April. Трек «Stars In The Night Sky» вийшов 2 травня 2018 року. 2018 року також було оголошено, що Наин зіграє головну роль у підлітковій драмі «Вісімнадцять» (2018), а потім її роль поновили другому сезоні серіалу, що вийшов у 2019 році. Наин також зіграла головну роль у шкільній фентезійній драмі MBC «Надзвичайна ти», заснована на популярному вебтуну Daum «Липень, що знайдено випадково».

### 2021–2022: розформування April та перерва у кар'єрі
28 лютого 2021 року дописувач онлайн-форум, що представився братом колишньої учасниці гурту April, Лі Хьон Джу, заявив, що сестра покинула гурти не через те, що планувала зосередитися на акторській кар'єрі, а через те, що її цькували інші учасники гурту, внаслідок чого вона страждала на панічні атаки і задишку, а також пробувала здійснити самогубство. Крім того, 1 березня 2021 року інша особа, що представилася однокласником Лі Хьон Джу зі старшої школи, заявила, що всі учасники гурту April, крім Рейчел і Чхеґьон, що приєдналися після того, як Хьон Джу покинула гурт, брали участь у цькуванні. У відповідь агентство DSP Media відкинуло звинувачення у цькуванні та заявило, що подасть позов проти Лі Хьон Джу і її сім'я за ці звинувачення. Однак це рішення агентства зустрілося з гострою критикою, через що Лі На Ин, що на той час брала участь у серіалі «Таксист» каналу SBS, граючи Ан Ко Ин, втратила цю роль. Тому ця роль дісталася Пхьо Є Джін і серіал, що був готовий на 60 %, почали перезнімати. Також у телепрограмі «Смачне рандеву» каналу SBS зменшили кількість сцен, в яких з'являється Наин. 28 квітня Хьон Джу на своїй особистій сторінці в Instagram підтвердила попередні звинувачення, заявивши, що тепер більше не буде цього приховувати й буде битися в суді проти агентства, щоб захисти себе і свою родину. Крім того, вона заявила, що агентство DSP Media скасовувало пропозиції щодо участі в різних проєктів без погодження з нею, а також не дозволяло їй розірвати з ними контракт.
28 січня 2022 року, після року неактивності гурту, та придбанням DSP Media агентством RBW Entertainment 26 січня, DSP Media заявила, що було ухвалено рішення розформувати гурт після 6 років його діяльності, а його учасниці покинуть агентство. 2 червня 2022 року Наин підписала контракт з Namoo Actors та повідомила, що буде продовжувати свою діяльність як акторка.

### 2022–тепер: Повернення до акторської кар'єри
16 листопада 2023 Лі підтвердила, що зробить особливу появу в «Флекс і коп». 31 січня 2024 вона мала знятися в серіалі «Закупи дітей» в жанрі екшну і трилера. 22 лютого також зробила особливу появу як жертва в драмі «ДТП», що розслідує злочини. 25 квітня 2025 Наин підписала контракт з HIAN для діяльності в Японії та була вибрана як ексклюзивна модель для журналу JJ видавництва Kobunsha, щоб вшанувати його 50-й ювілей.

## Дискографія
| Назва                                                                         | Рік                  | Пікова позиція у чартах | Пікова позиція у чартах | Альбом               |                      |                      |
| Назва                                                                         | Рік                  | КОР                     | КОР                     | Альбом               |                      |                      |
| Назва                                                                         | Рік                  | Circle                  | Hot                     | Альбом               |                      |                      |
| Як запрошений артист                                                          | Як запрошений артист | Як запрошений артист    | Як запрошений артист    | Як запрошений артист | Як запрошений артист | Як запрошений артист |
| ----------------------------------------------------------------------------- | -------------------- | ----------------------- | ----------------------- | -------------------- | -------------------- | -------------------- |
| «Rain Drop» (비♡) (Ravi разом із Лі На Ин)                                    | 2020                 | —                       | 91                      | «Paradise»           |                      |                      |
| Співпраця                                                                     |                      |                         |                         |                      |                      |                      |
| «My Story» (내 이야기) (разом із Чінсоль з April)                             | 2018                 | —                       | —                       | Сингл без альбому    |                      |                      |
| «Matter of Time» (시간차) (разом із Чінсоль з April)                          | 2020                 | —                       | —                       | «Da Capo»            |                      |                      |
| Поява у саундтреках                                                           |                      |                         |                         |                      |                      |                      |
| «Stars In The Night Sky» (밤하늘 별) (разом із Чінсоль з April)               | 2018                 | —                       | —                       | «Switch OST»         |                      |                      |
| «Attraction» (끌림) (разом із Еріком Намом)                                   | 2020                 | —                       | —                       | «Bunny and Guys OST» |                      |                      |
| «—» позначає пісні, які не потрапили в чарти або не виходили в цьому регіоні. |                      |                         |                         |                      |                      |                      |

## Фільмографія

### Телесеріали
| Рік          | Назва                            | Роль             | Замітки            | Мережа       | Прим.  |
| ------------ | -------------------------------- | ---------------- | ------------------ | ------------ | ------ |
| 2017         | «Дивний батько»                  | Персонал серіалу | Камео (серія 24)   | KBS2         | [ 5 ]  |
| 2017         | «Кохання кожного»                | Наин             |                    | tvN          | [ 30 ] |
| 2019         | «Король хіп-хопу — вулиця Насна» | Сон Ха Джін      |                    | SBS          | [ 31 ] |
| 2019         | «Надзвичайна ти»                 | Йо Чу Да         |                    | MBC          | [ 32 ] |
| 2024         | «Флекс і коп»                    | Знаменитість     | Камео (серії 9–10) | SBS          | [ 33 ] |
| 2024         | «ДТП»                            | Жертва           |                    | ENA          | [ 34 ] |
| В очікуванні | «Закупи дітей»                   | В очікуванні     |                    | В очікуванні | [ 35 ] |

### Вебсеріали
| Рік  | Назва               | Роль     | Замітки      | Платформа | Прим.  |
| ---- | ------------------- | -------- | ------------ | --------- | ------ |
| 2018 | «Вісімнадцять»      | Кім Хана | Головна роль | Playlist  | [ 7 ]  |
| 2019 | «Вісімнадцять 2»    | Кім Хана | Головна роль | Playlist  | [ 36 ] |
| 2019 | «Я маю таємницю»    | Кім Хана | Камео        | Playlist  | [ 37 ] |
| 2020 | «Двадцять двадцять» | Кім Хана | Камео        | Playlist  | [ 38 ] |

### Телевізійні шоу
| Рік       | Назва                                                         | Роль                   | Мережа  | Прим.  |
| --------- | ------------------------------------------------------------- | ---------------------- | ------- | ------ |
| 2017      | «Я — актор»                                                   | Конкурсантка           | K STAR  | [ 5 ]  |
| 2018-2019 | «Ніч справжніх розваг»                                        | Репортерка             | SBS     | [ 39 ] |
| 2019      | «Кулінарний поєдинок за приготування обіду для старшої школи» | Ведуча                 | tvN     | [ 40 ] |
| 2019–2021 | «Inkigayo»                                                    | Ведуча                 | SBS     | [ 41 ] |
| 2020      | «Зробіть красивим 2020»                                       | Головна ведуча         | OnStyle | [ 42 ] |
| 2020      | «Моя мрія — це Район»                                         | Учителька-практикантка | KakaoTV | [ 43 ] |
| 2020      | «Ресторан шкільної їжі» (급식당)                              | Ведуча                 | YouTube |        |
| 2020      | «SBS Gayo Daejeon 2020»                                       | Ведуча                 | SBS     | [ 44 ] |

### Радіопередачі
| Рік       | Назва             | Роль                | Мережа    | Прим.  |
| --------- | ----------------- | ------------------- | --------- | ------ |
| 2020–2021 | «Дівчата-месниці» | Ведуча по п'ятницях | Naver Now | [ 45 ] |

## Нагороди та номінації
| Нагорода            | Рік  | Категорія                   | Номінована робота | Результат | Прим.  |
| ------------------- | ---- | --------------------------- | ----------------- | --------- | ------ |
| Премія «Бренд року» | 2019 | Найкраща айдол-акторка      | Н/Д               | Перемога  | [ 46 ] |
| Премія «Бренд року» | 2020 | Найкраща айдол-акторка      | Н/Д               | Перемога  | [ 47 ] |
| Премія MBC драма    | 2019 | Найкраща нова аторка        | «Надзвичайна ти»  | Номінація | [ 48 ] |
| Премія V Live       | 2019 | Улюблена акторка вебсеріалу | «Вісімнадцять 2»  | Перемога  | [ 49 ] |

## Виноски
1. ↑  Пісня «Rain Drop» не потрапила до Цифрового чарту Gaon (зараз — Circle), але зайняла позиції 71 та 122 у Чарті фонової музики (BGM) Gaon та Чарті завантажень музики Gaon відповідно[25][26].
2. ↑  Пісня «Matter of Time» не потрапила до Цифрового чарту Gaon (зараз — Circle), але зайняла позицію 78 у Чарті фонової музики (BGM) Gaon[27].
3. ↑  Пісня входить як до синглу «Switch (Original Television Soundtrack), Pt. 5», так і до альбому «Switch (Original Television Soundtrack)».
4. ↑  Пісня «Attraction» не потрапила до Цифрового чарту Gaon (зараз — Circle), але зайняла позиції 33 та 65 у Чарті фонової музики (BGM) Gaon та Чарті завантажень музики Gaon відповідно[28][29].
5. ↑  В оригіналі — кор. 바니와 오빠들.
6. ↑  Від 아이쇼핑, де 아이 — дитина, а 쇼핑 — shopping або закупи.